# Robert Rodgers

a Compétitions nationales et continentales officielles uniquement.

Dernière mise à jour le 18 avril 2022.
Robert Rodgers, né le 18 juin 2001 à Pretoria (Afrique du Sud), est un joueur de rugby à XV sud-africain évoluant au poste de pilier gauche à Aurillac en prêt du Montpellier HR.
Il remporte le Championnat de France avec Montpellier en 2022.

## Biographie
Natif de Pretoria en Afrique du Sud, Robert Rodgers fait son apprentissage du rugby au Paul Roos Gymnasium de Stellenbosch et chez les Bulls, avant de rejoindre le centre de formation du Montpellier HR lors de la saison 2019-2020. Il fait ses débuts avec les pros le 15 mai 2021 à Paris, lors d'un match de Top 14 contre le Stade français.
Durant la saison 2021-2022, son club termine à la deuxième place de la phase régulière et se qualifie donc pour les phases finales. Il profite de l'absence de l'habituel titulaire au poste de pilier gauche, Enzo Forletta pour participer à ces phases finales. Lors de la demi-finale, il est remplaçant avant d'entrer en jeu à la place de Titi Lamositele. Le MHR et bat l'Union Bordeaux Bègles, se qualifiant ainsi pour la finale. Le 24 juin 2022, il est de nouveau remplaçant lors de la finale du Top 14 et affronte victorieusement le Castres olympique (victoire 29 à 10),. Il remporte ainsi son deuxième titre avec le club héraultais après le Challenge européen la saison passée. Cette saison 2021-2022, il joue six matchs de Top 14 et marque un essai.
Pour la saison suivante, en 2022-2023, il est prêté un an au Stade aurillacois, en Pro D2. Il arrive pour compenser le départ de Lucas Seyrolle à Montauban.

## Palmarès
Montpellier HR
- Vainqueur du Challenge européen en 2021
- Vainqueur du Championnat de France en 2022